# Michael John Reiziger
Michael John Reiziger (Amstelveen, 3 de maig de 1973) és un exfutbolista neerlandès dels anys 1990 i 2000. Posteriorment ha fet d'entrenador de futbol.

## Trajectòria esportiva
Va jugar com a defensa, en tres dels grans clubs europeus: Ajax Amsterdam, AC Milan i FC Barcelona, així com amb la selecció neerlandesa. Va acumular grans títols al llarg de la seva carrera, en la qual va destacar com a defensor fort (mesura 1,78 i pesa 75 kg), ràpid i bon marcador.

### Clubs
- Ajax Amsterdam (Països Baixos): de 1990 - 1992.
- FC Volendam (Països Baixos): Temporada 1992- 1993.
- FC Groningen (Països Baixos): Temporada 1993- 1994.
- Ajax Amsterdam (Països Baixos): de 1994 - 1996.
- AC Milan (Itàlia): Temporada 1996- 1997.
- FC Barcelona (Catalunya): de 1997 - 2004.
- Middlesbrough FC (Anglaterra): Temporada 2004 - 2005.
- PSV Eindhoven (Països Baixos): Temporada 2005 - 2007.

## Palmarès
- Amb l'Ajax Amsterdam:
  - 2 Lligues neerlandeses: 1995 i 1996.
  - 1 Copa neerlandesa de futbol: 1995.
  - 1 Copa d'Europa: 1995.
  - 1 Copa Intercontinental: 1995.
  - 1 Supercopa d'Europa: 1996.
- Amb el FC Barcelona:
  - 1 Supercopa d'Europa: 1997.
  - 1 Copa del Rei: 1998
  - 2 Lligues espanyoles: 1997-1998 i 1998-1999.
- Amb el PSV Eindhoven:
  - 2 Lligues neerlandeses: 2006; 2007.